# Ouest-France
Ouest-France ("Västfrankrike") är en fransk regional dagstidning med totalt 63 redaktioner i Bretagne, Normandie, Pays de la Loire samt Paris. Med en upplaga på nästan 800 000 är det den största dagstidningen i Frankrike och den största franskspråkiga dagstidningen i världen.
Ouest-France har över 1600 anställda varav cirka 500 journalister. Chefredaktör är sedan 2005 Jean-Luc Évin.